# إيرل هاكيت
إيرل هاكيت (بالإنجليزية: Earle Hackett)‏ هو طبيب أسترالي، ولد في 26 أبريل 1921، وتوفي في 5 أبريل 2010.